# Río Ancoa
Río Ancoa är ett vattendrag i Chile.   Det ligger i regionen Región del Maule, i den södra delen av landet, 280 km söder om huvudstaden Santiago de Chile.
I omgivningarna runt Río Ancoa växer i huvudsak städsegrön lövskog. Runt Río Ancoa är det glesbefolkat, med 16 invånare per kvadratkilometer.